# Čarovník alpský
Čarovník alpský (Circaea alpina) je vytrvalá bylina z čeledi pupalkovitých, původní i v české flóře. 

## Popis
Má lysou lodyhu s krátce článkovaným oddenkem, která je přímá, 4–25 cm vysoká, nevětvená nebo větvená, v květenství žláznatá. Listy jsou špičaté, matně lesklé, široce vejčité, lysé, pouze na okraji brvité. Na okrajícj jsou řídce zubaté až vykrajované, řapíkaté. Květenství je hroznovité, na vrcholu hroznu chocholičnatě nahloučené, po odkvětu se vřeteno prodlužuje. Kališní lístky jsou oválné až vejčité, korunní lístky obsrdčité až obvejčité, bílé. Plodem je jednopouzdrá nažka s háčkovitými chlupy.

## Ekologie
Čarovník alpský roste v lesních údolích, podél potoků a cest, na prameništích a v suťových lesích. Vyžaduje vytrvale vlhké půdy, bohaté na humus a živiny. Často roste na zastíněných vlhkých balvanech nebo na trouchnivějícím dřevě.

## Rozšíření
V Eurasii se čarovník alpský vyskytuje  od severní Evropy po jih do Albánie a Bulharska a na východ do Koreje a Japonska. V Severní Americe se vyskytuje po celé Kanadě a na severu USA, na jihu až po Severní Karolínu. V Česku je rozšířen hlavně v chladnějším mezofytiku a v horách.

## Ohrožení a ochrana
Čarovník alpský je zákonem chráněný v Maďarsku.